# Larry Robbins
Larry Robbins, född 1969, är en amerikansk affärsman och företagsledare som är grundare och vd för den amerikanska hedgefonden Glenview Capital Management, som har omkring $9,2 miljarder i förvaltat kapital. Han är också majoritetsägare i juniorishockeylaget Chicago Steel i United States Hockey League (USHL) sedan 2015.
Den amerikanska ekonomitidskriften Forbes rankar Robbins till den 321:a rikaste amerikanen och världens 906:e rikaste med en förmögenhet på $1,8 miljarder för den 5 november 2016.
År 1992 avlade han kandidatexamen (B.Sc.) i både nationalekonomi och systemteknik vid Wharton School, som tillhör University of Pennsylvania.